# بلانشارد مونتجومري
بلانشارد مونتجومري (بالإنجليزية: Blanchard Montgomery)‏ هو لاعب كرة قدم أمريكية أمريكي، ولد في 7 فبراير 1961 في لوس أنجلوس في الولايات المتحدة.

## وصلات خارجية
- بلانشارد مونتجومري على موقع مرجع كرة القدم المحترفة.كوم (الإنجليزية)